# Dicolpus ellenbergeri
Dicolpus ellenbergeri is een insect uit de familie van de vlinderhaften (Ascalaphidae), die tot de orde netvleugeligen (Neuroptera) behoort. 
Dicolpus ellenbergeri is voor het eerst wetenschappelijk beschreven door Navás in 1912.